# Peter Buchleitner
Peter Buchleitner (* 3. Mai 1933 in Wien; † 23. Dezember 2020) war ein österreichischer Politiker (ÖVP) und Landwirt. Er war von 1974 bis 1979 Abgeordneter zum Landtag von Niederösterreich.

## Leben
Buchleitner war beruflich als Landwirt in Natschbach tätig und wirkte ab 1960 als Gemeinderat in der Gemeinde. Er stieg 1965 zum geschäftsführenden Gemeinderat auf und übernahm im Jahr 1967 die Funktion des Vizebürgermeisters von Natschbach. Nach der Zusammenlegung der Gemeinden Natschbach und Loipersbach im Jahr 1970 war Buchleitner in der Folge zwischen 1970 und 1973 als Gemeinderat von Natschbach-Loipersbach aktiv. Buchleitner vertrat die ÖVP Niederösterreich zudem vom 11. Juli 1974 bis zum 19. April 1979 im Niederösterreichischen Landtag.